# Бакулев, Пётр Александрович
Петр Александрович Бакулев (22 января 1928, Москва — 25 апреля 2018, Москва) — учёный в области радиолокации, заслуженный деятель науки и техники РСФСР, доктор технических наук, профессор кафедры «Радиолокация и радионавигация» Московского авиационного института (Национального исследовательского университета) (МАИ).

## Биография
Сын известного советского хирурга Александра Николаевича Бакулева.
Во время учёбы в элитной 175 школе г. Москвы, был участником тайной организации «Четвёртый рейх». 18 декабря 1943 года вместе с другими членами организации был выслан из Москвы сроком на 1 год.

## Научная деятельность
В 1951 г. П. А. Бакулев окончил факультет радиоэлектроники летательных аппаратов Московского авиационного института. В 1955 г. он защитил кандидатскую диссертацию, в 1973 г. — докторскую диссертацию, а в 1975 г. ему было присвоено звание профессора.
Более 20 лет Бакулев возглавлял ведущую кафедру факультета, успешно направляя деятельность коллектива на совершенствование учебного процесса и выполнение научно-исследовательских работ.
Как ученый, он значимо заявил о себе публикацией книги «Радиолокация движущихся целей», выпущенной в 1964 г., которая до сих пор является в области техники селекции движущихся целей (СДЦ) руководством и пособием для специалистов по РЛС.
Область научных интересов профессора П. А. Бакулева весьма широка и включает основные направления развития современной радиолокации. Докторская диссертация П. А. Бакулева была посвящена разработке новых методов СДЦ. Одно из оригинальных решений, связанных с проблемой СДЦ, было реализовано и проверено на реальной аппаратуре заказчика НИР. Известная из упомянутой книги схема, реализованная в аппаратуре серийной РЛС, и её модификация, выполненная по результатам диссертационного анализа, дали положительный результат. Необходимые изменения структуры блока обработки, проведенные разработчиками РЛС, были минимальны — перепайка семи проводов. Результатом лабораторных испытаний модифицированного блока явился выигрыш 9—10 дБ. Многие идеи и методы, предложенные П. А. Бакулевым, используются в современных радиолокационных зенитно-ракетных комплексах «Куб» и «Бук», а также в радиотехническом комплексе стыковки космических аппаратов «Игла».
П. А. Бакулев является создателем общеизвестной в России радиолокационной научной школы по селекции движущихся целей. Он воспитал пять докторов наук и 26 кандидатов наук, является автором более 180 научных трудов, в том числе 4 монографий, 14 учебных пособий и 57 изобретений. Его ученики работают во многих университетах, институтах и организациях в России и за рубежом.
Похоронен на Новодевичьем кладбище рядом с отцом.

## Публикации
За последние 10 лет им написаны и изданы учебник «Радиолокационные системы» и совместно с профессором А. А. Сосновским учебник «Радионавигационные системы», обеспеченные сборниками задач и лабораторным практикумом.

## Награды и звания
За достижения в деле подготовки квалифицированных кадров профессору П. А. Бакулеву присвоено почетное звание «Заслуженный деятель науки и техники РСФСР», ему присуждены премия Минвуза СССР и премия Совета Министров СССР. Петр Александрович является членом экспертного Совета ВАК России, председателем докторского диссертационного Совета при МАИ, он член редакционной коллегии журнала «Радиоэлектроника», Известия вузов (г. Киев). За вклад в дело подготовки инженерных кадров в 1980 г. он награждён орденом «Знак Почета» и медалью «За укрепление авторитета российской науки». Кроме того, он награждён медалями «Ветеран труда» и «Почетный работник высшего профессионального образования», знаками «Почетный радист» и «Изобретатель СССР».